# 高橋伸宏
高橋 伸宏（たかはし のぶひろ、1972年（昭和47年） - ）は、有人宇宙ミッション検討のミエル化提案者代表であるJAXA職員。

## 来歴・人物
1972年、東京に生まれる。小学3年生の時、父親の影響でパソコンの勉強を始める。1996年、早稲田大学理工学部電子通信学科を卒業。同大学でファジィ理論（人間の思考や感覚をコンピュータ上で表現するための理論）を研究。同年、株式会社のら・前田氏と出会い、「動物占い」の開発に着手する。人間の特徴や思考パターンについて、東洋思想に基づく占学の理論解析をし、行動心理学も取り入れ、ファジィクラスタリング手法を用いたコンピュータ解析により、1997年に「動物占い」を完成させる。その後、全国でセミナーを開くほかに、ロシア保健省ヒーラー協会会員の肩書を持つ。
現在は宇宙航空研究開発機構（JAXA）でJAXAシステムズ・エンジニアリング推進室に属しており、有人宇宙ミッション検討のミエル化提案者代表もしている。

## 著書
- 『恐ろしいほど当たる動物占い』　廣済堂出版、1998年、ISBN 4-331-35211-0
- 『日本の宇宙探検』、日経印刷株式会社、2012年、ISBN 978-4-905427-06-3